# Dalmacio Langarica Lizasoain
Dalmacio Langarica Lizasoain (Otxandio, 5 de desembre de 1919 - Basauri, 24 de gener de 1985) va ser un ciclista basc, que fou professional entre 1943 i 1955.
El seu major èxit professional va ser el triomf a la Volta a Espanya de 1946, en la qual també va guanyar cinc etapes. També fou campió d'Espanya de muntanya el 1945 i 1946.
En acabar la seva carrera professional exercí de director esportiu, especialment a l'equip KAS, entre 1962 i 1972, el que incloia també l'equip KAS de la Lliga Nacional de bàsquet.

## Palmarès
- 1943
  - Campió de la Rioja
  - 1r a Sestao
- 1944
  - 1r a la Pujada al Naranco
  - 1r a la Pujada a Santo Domingo
  - 1r a la Vuelta al Puente
  - 1r a la Pujada a Estíbaliz
  - 1r al Circuit de Deusto
  - 1r a Ermua
  - 1r a Etxebarri
  - 1r al Gran Premi Àlaba
  - 1r al Circuit d'Asua
  - 1r a Ampuero
  - Vencedor de 2 etapes a la Volta a Cantàbria
  - Vencedor d'una etapa a la Volta a Catalunya
  - Vencedor d'una etapa a la Volta a Llevant
- 1945
  -  Campió d'Espanya de Muntanya
  - 1r a la Volta a Guipuzcoa i vencedor d'una etapa i del Gran Premi de la Muntanya
  - 1r a Durango
  - 1r al Gran Premi Biscaia
  - Vencedor d'una etapa del Circuit del Nord
  - Vencedor d'una etapa al Gran Premi Sant Joan a Eibar
- 1946
  -  Campió d'Espanya de Muntanya
  -  1r a la Volta a Espanya i vencedor de cinc etapes
  - 1r al Gran Premi de Primavera a Amorebieta
  - 1r al Gran Premi Pascuas
  - 1r del Circuit d'Elget
  - 1r a Irun
  - 1r a Abanto y Ciervana
- 1947
  - 1r a la Volta a Àlaba
  - Vencedor d'una etapa de la Volta a Mallorca
  - Vencedor de 2 etapes al Gran Premi Marca
- 1948
  - 1r a la Prova de Legazpi
  - 1r a Renteria
  - 1r a la Volta a la Vall de Leniz (Aretxabaleta)
  - 1r de la Sevilla-Malaga-Sevilla i vencedor d'una etapa
  - Vencedor de 3 etapes a la Volta a Espanya
  - Vencedor d'una etapa a la Volta a Catalunya
- 1950
  - Vencedor de 5 etapes a la Volta a Portugal
  - Vencedor d'una etapa a la Volta a Catalunya
  - Vencedor d'una etapa del Gran Premi Catalunya
  - 1r a l'Oporto-Braga
- 1951
  - 1r a la Prova de Legazpi
  - 1r a Alacant
  - Vencedor d'una etapa a la Volta a Portugal
- 1952
  - Vencedor d'una etapa a la Bicicleta Basca
- 1953
  - 1r al Gran Premi de Muxika
- 1954
  - Vencedor d'una etapa a la Volta a Mallorca

### Resultats a la Volta a Espanya
- 1945. 14è de la classificació general
- 1946. 1r de la classificació general. Vencedor de 5 etapes
- 1948. 4t de la classificació general. Vencedor de 3 etapes
- 1950. Abandona

### Resultats al Tour de França
- 1949. Abandona (5a etapa)
- 1951. 58è de la classificació general
- 1953. 73è de la classificació general
- 1954. Abandona (7a etapa)

### Resultats al Giro d'Itàlia
- 1952. Abandona